# Odontognathae
Grupo formado por aves com dentes que viveram durante o Cretáceo, na Europa. As espécies mais representativas do grupo são Hesperornis regalis e Ichthyornis dispar, ambas aves pescadoras. A captura e transporte das presas dessas aves eram favorecidos pelo modo de oclusão dentária, na qual o bico formava uma “gaiola” (à maneira dos pterossauros) de onde o peixe não conseguia escapar.
Os dentes dessas aves se inseriam na mandíbula e na maxila de forma similar aos dos crocodilianos, que apresentam tecodontia (o dente é inserido em cavidades no dentário e na maxila). Eram dentes lisos (não serrilhados), pontiagudos, com raízes abertas e constituídos de esmalte e dentina.
Apesar de as aves atuais não possuírem dentes, alguns experimentos têm comprovado que os genes responsáveis pelo desenvolvimento dessa estrutura nas aves primitivas ainda persistem no DNA de galinhas (ainda não foram divulgados experimentos com outras espécies).